# 生態經濟學 (學術期刊)
《生態經濟學》（Ecological Economics）是一份1989年起發行的學術期刊。該期刊每月出版一次，內容以生態經濟學為主。目前，期刊的主編是美國達特茅斯學院的Richard B. Howarth。據2012年的期刊引證報告指，《生態經濟學》的影響因子是2.855。

## 資料來源
1. ↑  .   [2014-04-28]. （原始内容存档于2021-04-23）.

## 外部連結
- 官方网站